# Кривий Ріг (станція)
Криви́й Ріг (також відома як Червона) — вантажна залізнична станція 1-го класу Криворізької дирекції Придніпровської залізниці на лінії Кривий Ріг-Головний — Висунь між станціями Кривий Ріг-Головний (6 км) та Кривий Ріг-Західний (7 км). Розташована у Металургійному районі міста Кривий Ріг.

## Історія
Станція відкрита в перший рік експлуатації Катерининської залізниці у 1884 році, як роз'їзд Червоне (від чого місцеві мешканці і понині називають станцію за старою назвою). Назва походить від великої Червоної балки, яка підходила до самого полотна залізниці. В районі роз'їзду було засновано 12 рудників, кожен з яких здобував від 300 тисяч до 2,5 мільйона пудів руди з високим вмістом заліза.
Всього на них видобувалося до 20 мільйонів пудів руди на рік, яку доставляли підводами на пункти навантаження. У зв'язку з цим роз'їзд перетворився на вантажну станцію, що стимулювало збільшення видобутку руди на всіх рудниках так званого Червоного пласта Кривбасу.
Розвитку станція набула впродовж 1930—1960 років. Є основною для перевезення металопродукції металургійного комбінату «Криворіжсталь» та агломерату Південного ГЗК.
З 1975 року станція отримала сучасну назву — Кривий Ріг.
На теперішній час станція відправляє щодня тисячі тонн залізної руди, здійснюючи до того ж і обслуговування пасажирських перевезень.

## Інфраструктура
Розвитку та сучасних обрисів набула наприкінці 1940-х років. Протяжність станції 125 м, площа — 8,1 тис. м². Виконує роль приміського транспортного сполучення.
По сусідству зі станцією розташований пам'ятник воїнам 6-го окремого штурмового стрілецького батальйону, які загинули під час визволення Кривого Рогу від фашистських загарбників у лютому 1944 року.
Станція обладнана сучасними системами безпеки руху.
Із середини 1990-х років місце роздрібної торгівлі. Восени 2012 року частину території станції зайняв супермаркет «АТБ».
На платформі станції Кривий Ріг розташований також змішаний ринок «Червона», який діє з жовтня 1998 року. Площа ринку сягає 13,8 тис. м² і налічує 96 торгових місць.

## Пасажирське сполучення
На станції Кривий Ріг зупиняються до 20 поїздів приміського сполучення. Також на станції зупиняється швидкісний поїзд Інтерсіті № 740/739 сполученням Київ — Кривий Ріг.

## Міський громадський транспорт
До станції Кривий Ріг курсують:
- тролейбуси: № 2, 11, 12, 13А, 21, 24
- трамваї: № 2 , 3, 5, 7, 10, 11, 22, 25, 27
- швидкісний трамвай:  Станція «Кривий Ріг» 3М 4М

 Кільцева 1М 2М
- маршрутні таксі: № 9, 15, 27, 35, 75, 210, 236, 248, 255, 261, 274, 278, 281, 286, 295, 315, 364, 376.